# Селиванов, Илья Васильевич
Илья Васильевич Селиванов (1810—1882) — русский писатель, публицист. Действительный статский советник.

## Биография
Происходил из древнего дворянского рода Селивановых. Родился в сельце Любаве 16 (28) июля 1810 года (в Московском некрополе — 1809-й) в семье Зарайского уездного предводителя дворянства Василия Павловича Селиванова и жены его, Александры Петровны, урождённой фон Рехенберг.
Первый раз женился 8 сентября 1838 года на Вере Фавстовне Макеровской; вторая супруга — Елизавета Ильинична Беляева; имел двух сыновей и дочь. 
В 1850 году был арестован и сослан в Вятку; позже был предводителем дворянства в Пензе.
Умер 24 июня (6 июля) 1882 года в Москве. Похоронен на кладбище Спасо-Андроньевского монастыря.

## Сочинения
На литературное поприще выступил в 1857 году, когда издал две части своих «Провинциальных воспоминаний, из записок чудака» (часть 1, часть 2), в 1861 году появилась 3 часть «Провинциальных воспоминаний».
В 1858 году он поместил в «Журнале землевладельцев» две статьи: «Об усадьбах» (кн. 7) и «Мордва» (кн. 8 и 11). В этом же году начал сотрудничать в «Современнике», где напечатал целый ряд живо написанных очерков и рассказов: «Полесовщики», «Контрабанда» (кн. 9 и 11), «Необыкновенный случай» (1859, кн. 8), «Иван Ермолаич» (1860, кн. 12), а в 1861 году — повесть «Два убийства» (кн. 5).
В 1860 году в «Библиотеке для чтения» (кн. 1 и 4) поместил статью «Практические заметки делового человека». В том же году в «Московских ведомостях» (№ 32, 65 и 80) поместил материал «Об обществе любителей российской словесности», а в 1862 году — ряд статей о новом городском хозяйстве и управлении в Москве (№ 258, 269, 277 и 279).
В 1863 году в «Современной летописи» (№ 40) появилась его статья: «О мировых посредниках», затронувшая больные струны той эпохи и обратившая внимание критики на автора. В 1864 году он напечатал в «Театральных Афишах и Антракте» (№ 184, 186—188 и 191) ряд заметок о театре в Варшаве.
В «Русском архиве» в 1868 году появились его воспоминания «О холере в Петербурге в 1831 году». В это же время им была написана статья «Подозрение и судебные уставы 1864 года».
Затем в его литературной деятельности наступил двенадцатилетний перерыв, прежде чем он снова выступил со статьями исторического характера. В «Русской старине» он напечатал: «Основание московского городского кредитного общества» (1880, кн. 5), «Записки дворянина-помещика, бывшего в должности предводителя, судьи и председателя палаты» (1880, кн. 6—8) и «Воспоминания о старом Сенате» (1882).
В 1882 году были напечатаны «Виденное, слышанное, передуманное и перечувствованное; продолжение Воспоминаний прошедшего».